# Trachycephalus venulosus
Trachycephalus venulosus är en groddjursart som först beskrevs av Laurenti 1768.  Trachycephalus venulosus ingår i släktet Trachycephalus och familjen lövgrodor. IUCN kategoriserar arten globalt som livskraftig. Inga underarter finns listade i Catalogue of Life.